# Паровий млин Шредера «Надія»
Паровий млин Шредера «Надія» — паровий млин, збудований у 1894 році у місті Гуляйполе. Будинок млина є зразком промислової архітектури та однією з найбільш відомих споруд у місті. Будівля зазнала руйнувань внаслідок серії російських обстрілів.

## Історія
Млин збудований у 1894 році купцем Самсоном Саксаганським. Проєктні та будівельні роботи здійснювала будівельна контора Антона Ерлангера.
У 1895 році з Англії був доставлений та змонтований паровий двигун, але через фінансові труднощі власника млин не працював на повну потужність.
Від 1908 року він належав підприємцеві та землевласникові Давиду Шредеру, який налагодив його роботу. З того часу млин став відомий за іменем нового власника.
У 1912 році до парового двигуна був під'єднаний генератор, який забезпечував електрикою 12 ліхтарів у центрі міста.
З 1915 року млин перейшов у власність акціонерного товариства «Кємах».
За часів СРСР та до початку російського повномасштабного вторгнення млин працював за призначенням. Вперше будівля зазнала пошкоджень від російського обстрілу 22 червня 2022 року. Серйозніші пошкодження спричинені під час чергового обстрілу 12 липня 2023 року, пошкоджені цегляні фасади, дах і скління. 17 лютого 2024 року будівля зазнала повторного удару, внаслідок якого зруйновано внутрішні та частину зовнішніх стін.

## Галерея

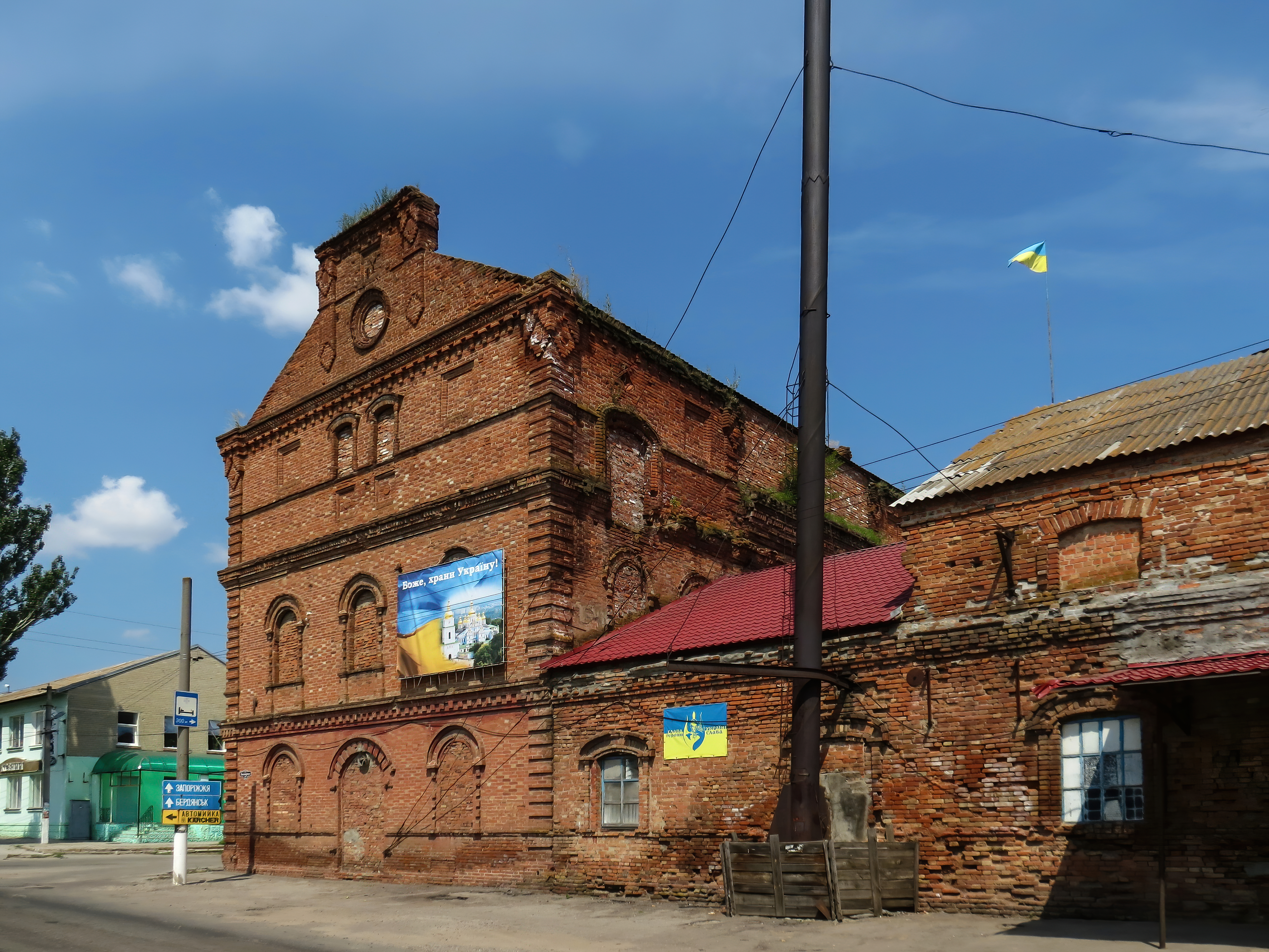
Загальний вигляд будівлі
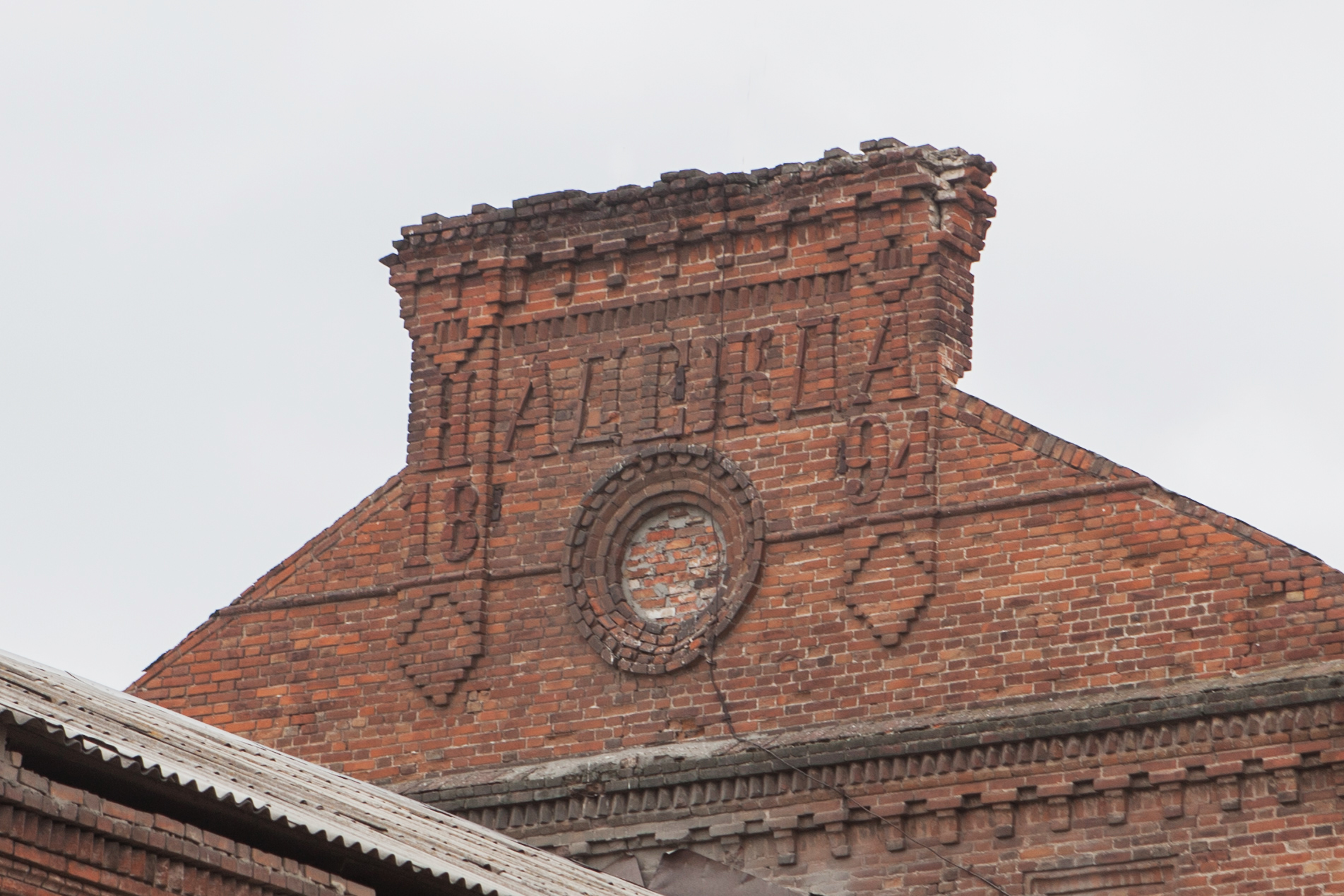
Фронтон
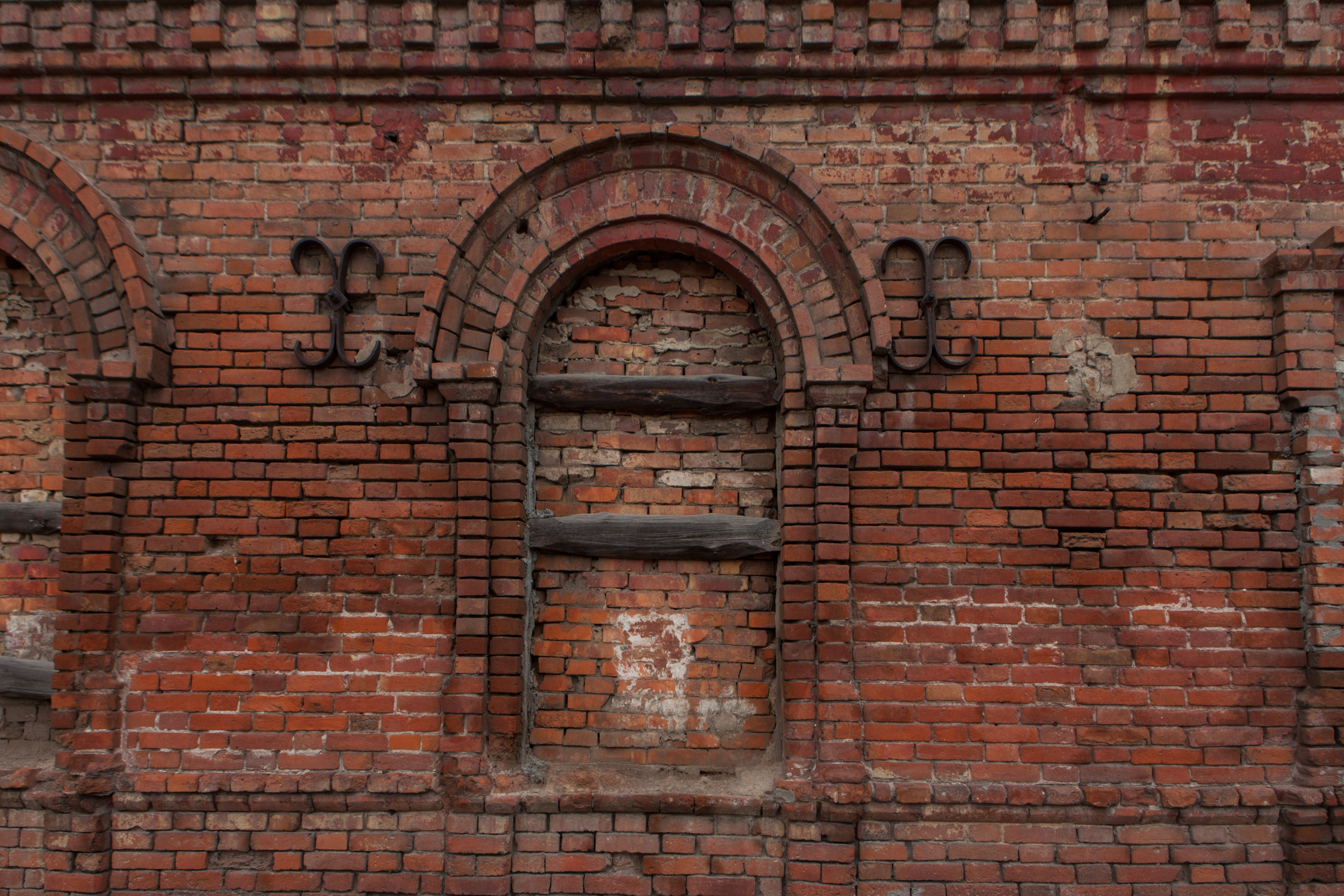
Деталі фасаду
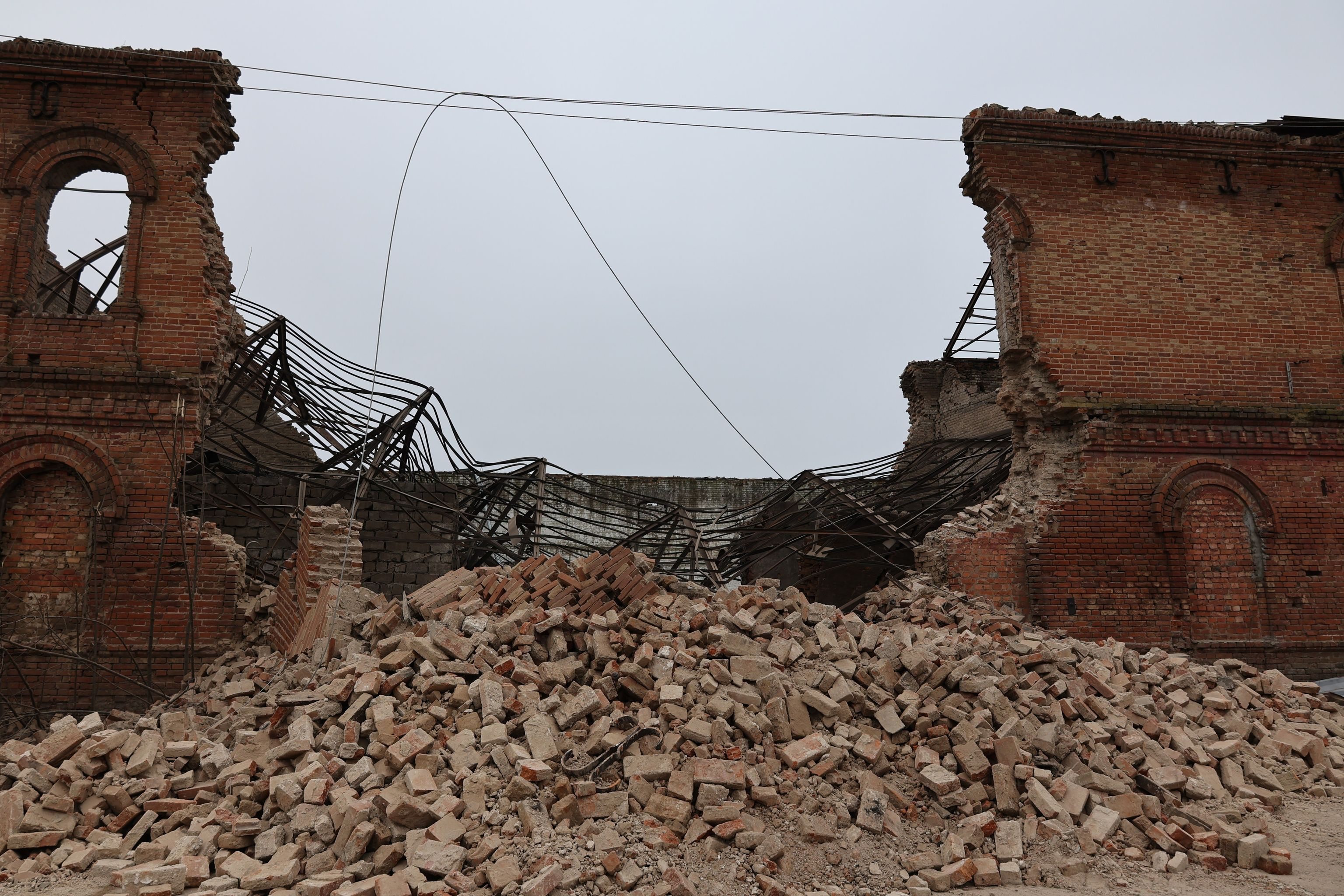
Наслідки російського обстрілу
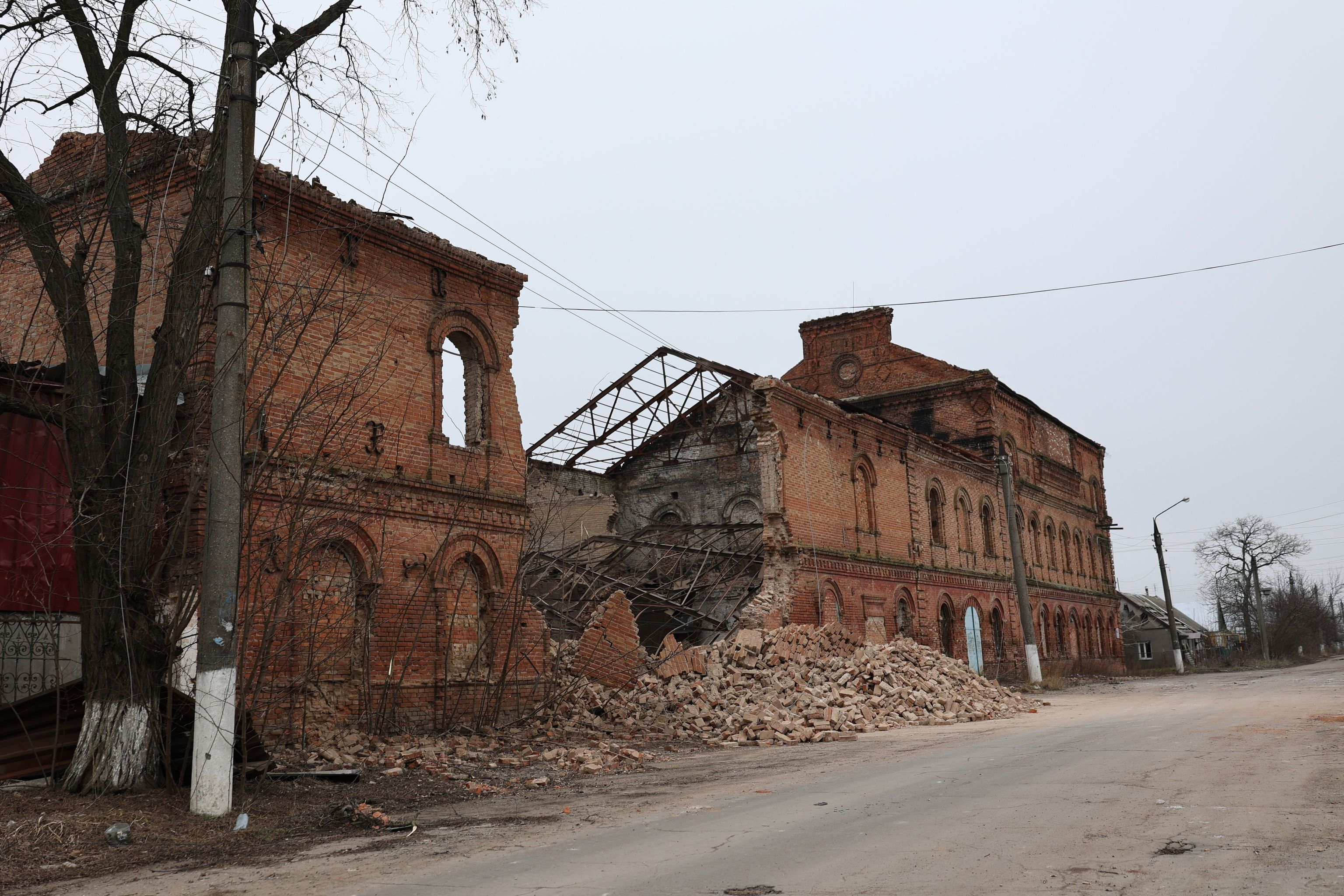
Наслідки російського обстрілу